# Civilní oběti

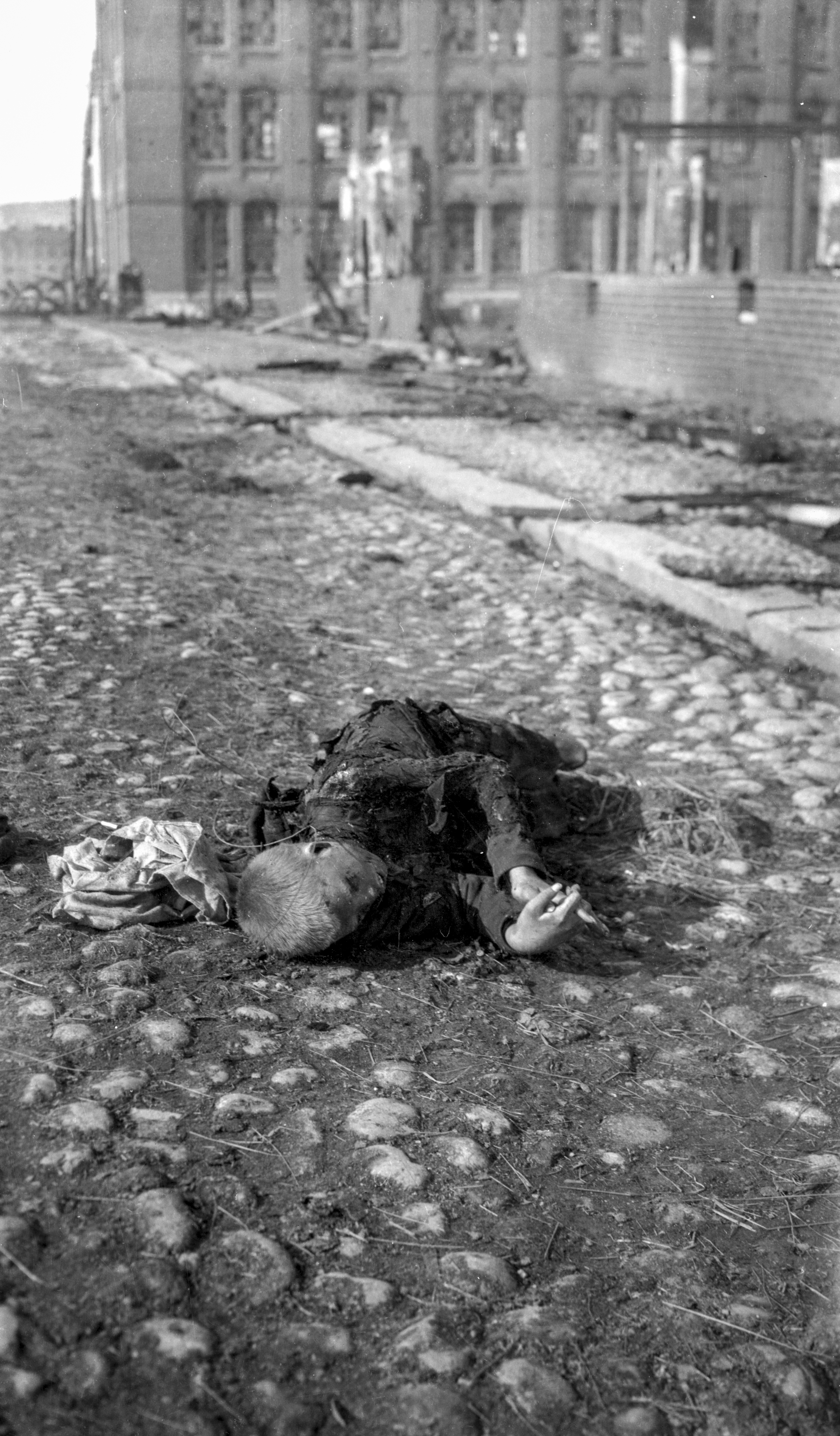
Tělo mladého chlapce na ulici v Tampere po finské občanské válce v roce 1918.

Civilní oběti jsou nezamýšleně zabití nebo zranění civilisté během válečného konfliktu. Podle válečného práva jsou civilní oběti civilisté, kteří zahynuli nebo utrpěli zranění v důsledku války.

## Mezinárodní právo
Po druhé světové válce byla přijata řada smluv, jimiž se řídí zákony války. Ženevské úmluvy jsou široce přijímané, protože reagují proti praktikám druhé světové války. I když se Čtvrtá Ženevská úmluva pokusila zaručit právní ochranu pro civilní obyvatelstvo v době války, přijaté zákony se týkají pouze okupovaných oblastí.
V roce 1977 byl přijat Protokol I zakazující úmyslný nebo bezohledný útok na civilisty a civilní objekty v bojové zóně, zasahující strana by naopak měla udělat maximum pro ochranu. I když byl ratifikován 173 zeměmi, na Protokol I stále nepřistoupilo 6 států: Spojené státy, Izrael, Írán, Pákistán, Indie a Turecko.
Úmluva Římský statut je v tomto ohledu přísnější a definuje jakékoli "úmyslně cílené útoky proti civilnímu obyvatelstvu" jako nelegální. Dosud však nebyla ratifikována zdaleka ve všech vyspělých zemích.

## Etika
Mnoho moderních národů odvozuje svůj přístup k etice civilních obětí z teorie Spravedlivé války, která prosazuje systém proporcionality. Válečné aktivity jsou podle této teorie ospravedlněny, pokud očekávané celkové vedlejší ztráty vyváží válkou dosažené cíle. V principu jde o aplikovaný utilitarismus, morální systém, který prosazuje, že morálně správné jednání je to, které tvoří nejvíce dobra.
Nicméně filozofové morálky tento koncept často zpochybňují. Jsou to především zastánci morálního absolutismu, který zastává názor, že morální pravidla jsou absolutní. Jedno z takových pravidel by mělo být, že napadeni mohou být pouze nepřátelští bojovníci, jako pachatelé zločinu. Filozof Thomas Nagel takový přístup obhajuje ve své eseji Válka a Masakr.
Jiným přístupem je pacifismus, přesvědčení, že jakýkoliv druh války je morálně nepřípustný.